# Take Care (chanson)
Cet article concerne la chanson de Drake. Pour l'album du même chanteur, voir Take Care.
Singles de Drake
The Motto
(2011) HYFR (Hell Ya Fucking Right)
(2012)
Singles par Rihanna
Princess of China
(2012) Birthday Cake
(2012)
Take Care est une chanson du rappeur Drake, extrait de son 2e album studio du même nom Take Care (2011). On retrouve la participation vocale de la chanteuse Rihanna. Alors que le single sort le 21 février 2012 sous format CD, 162 000 copies digital ont été téléchargées aux États-Unis. Le single entre à la 9e place dans le Billboard Hot 100,.

## Classements et certifications

### Classement par pays
| Classement (2011-2012)                          | Meilleure position |
| ----------------------------------------------- | ------------------ |
| Australie (ARIA)                                | 9                  |
| Belgique (Flandre Ultratop 50 Singles)          | 36                 |
| Belgique (Wallonie Ultratip 50)                 | 16                 |
| Canada (Canadian Hot 100)                       | 15                 |
| Tchéquie (IFPI Rádio)                           | 58                 |
| Danemark (Tracklisten)                          | 8                  |
| France (SNEP)                                   | 5                  |
| Irlande (IRMA)                                  | 18                 |
| Israël (Media Forest)                           | 15                 |
| Nouvelle-Zélande (RMNZ)                         | 6                  |
| Écosse (OCC)                                    | 14                 |
| Suède (Sverigetopplistan)                       | 49                 |
| Suisse (Schweizer Hitparade)                    | 50                 |
| Royaume-Uni (UK R&B Chart)                      | 3                  |
| Royaume-Uni (UK Singles Chart)                  | 9                  |
| Royaume-Uni UK Official Streaming Chart Top 100 | 18                 |
| États-Unis Billboard Hot 100,                   | 7                  |
| États-Unis Hot R&B/Hip-Hop Songs (Billboard)    | 26                 |
| États-Unis Rap Songs (Billboard)                | 2                  |
| États-Unis Pop Songs (Billboard)                | 8                  |

### Certifications
| Pays                     | Certifications |
| ------------------------ | -------------- |
| Australie (ARIA)         | 2 × Platine    |
| Canada (Music Canada)    | Platine        |
| Danemark (IFPI)          | Platine        |
| États-Unis (RIAA)        | 2 × Platine    |
| Nouvelle-Zélande (RIANZ) | Platine        |